# شناخت کوروش، جهانگشای ایرانی
شناخت کوروش، جهانگشای ایرانی (به انگلیسی: Discovering Cyrus: The Persian Conqueror Astride the Ancient World) کتابی از رضا ضرغامی درباره کوروش بزرگ است که به زبان انگلیسی نوشته شده است.